# 北海连接线

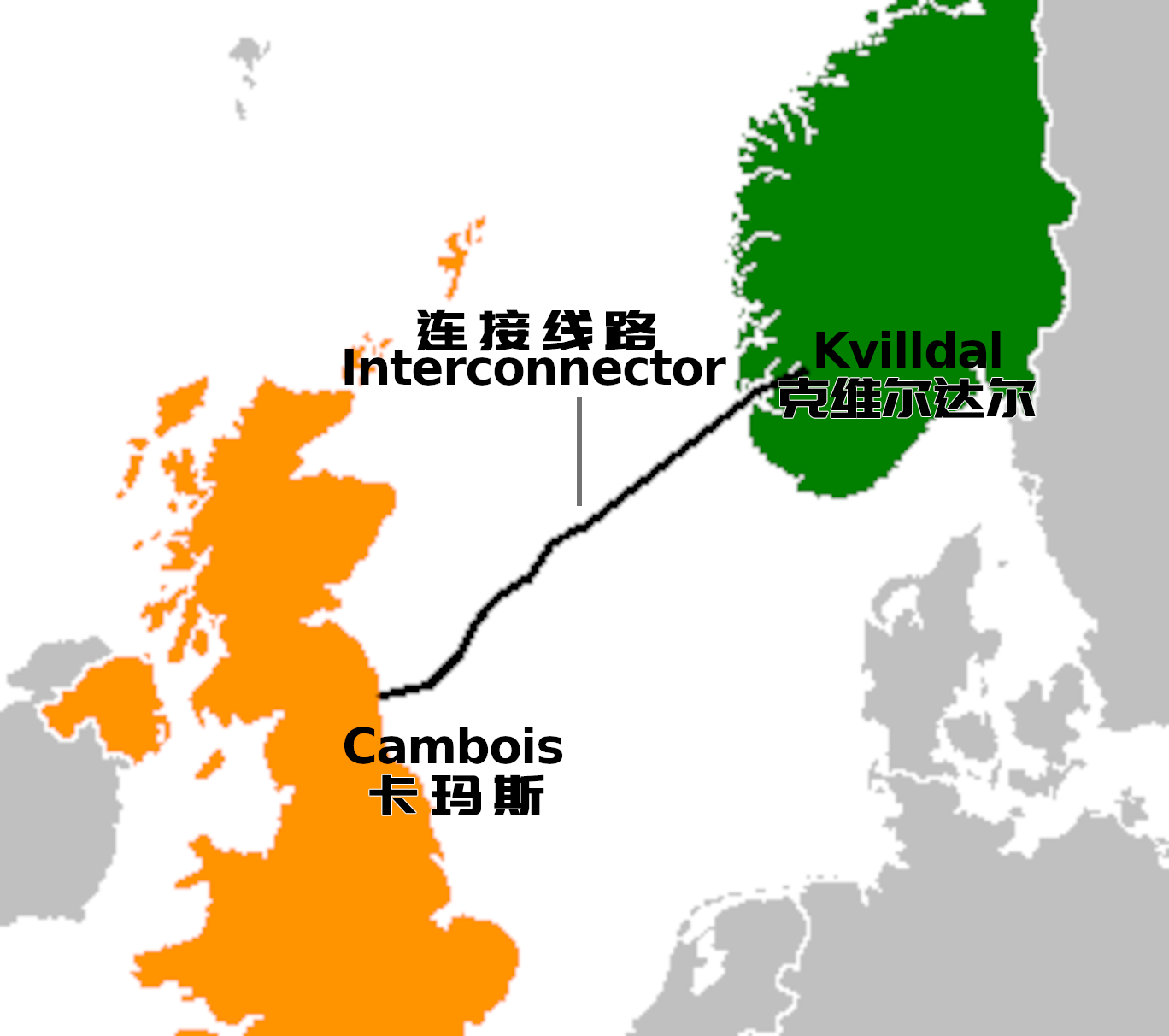
北海連接線走向圖

北海連接線（英語：North Sea Link）是一條連接挪威王國與英國的1,400兆瓦海底高壓直流輸電電纜。 該連接線全長720（450英里），是目前全球最長的聯絡線路。北海連接線已於2021年10月1日起正式營運。

## 線路概況
北海連接線從挪威王國敘爾達爾的克維爾達爾連接至英國布莱斯附近的卡瑪斯。 換流站位於東斯利克本（East Sleekburn）的電纜登陸點附近，並在佈萊斯的變電站與英國國家電網相連。

## 技術說明
電纜全長720（450英里）， 額定功率1,400兆瓦。

## 外部連接
- 官方网站（英文）
- 北海連接線 （页面存档备份，存于）在4C Offshore網站上（英文）